# 法利科韋
48°5′36″N 32°49′21″E / 48.09333°N 32.82250°E
法利科韋（羅馬化：Falkove）是烏克蘭中部的村莊，隸屬基洛夫格勒州的克羅皮夫尼茨基區。該村始建於1867年，面積0.44平方公里，海拔高度169米，2001年人口80，人口密度每平方公里182.2人。